# Brahmina brevipilosa
Brahmina brevipilosa är en skalbaggsart som beskrevs av Moser 1918. Brahmina brevipilosa ingår i släktet Brahmina och familjen Melolonthidae. Inga underarter finns listade.